# 薛士中
薛士中（？—？），字仲黃，福建福清人，清朝政治人物。
雍正二年（1724年）甲辰科進士二甲四十二名。初授昌黎县尹。雍正十年（1732年）九月，由漳州府學教授調任臺灣府儒學教授。雍正十二年（1734年），因丁憂去職。乾隆五年（1840年）再任。這一年，督學楊二酉奏請海東書院仿照直省書院事例，選拔諸生入院學習，并以府學教授為師。知府錢洙遴選數十人，以薛士中為師。